# Ave Maria (film fra 1918)
Ave Maria er en britisk stumfilm fra 1918 af Wilfred Noy.

## Medvirkende
- Concordia Merrel som Margaret
- Rita Johnson som Helen Grey
- Roy Travers som Jim Masters
- H. Manning Haynes som Jack Haviland
- A. B. Imeson som Guy Fernandez